# Saint-Florent-le-Vieil
Saint-Florent-le-Vieil è un comune francese soppresso e frazione del dipartimento del Maine e Loira nella regione dei Paesi della Loira. Dal 15 dicembre 2015 si è fuso con i comuni di La Pommeraye, Botz-en-Mauges, Bourgneuf-en-Mauges, La Chapelle-Saint-Florent, Le Marillais, Le Mesnil-en-Vallée, Montjean-sur-Loire, Beausse, Saint-Laurent-de-la-Plaine e Saint-Laurent-du-Mottay per formare il nuovo comune di Mauges-sur-Loire.
Il nuovo comune ha sostituito la preesistente comunità di comuni del Cantone di Saint-Florent-le-Vieil creata nel 1994.

## Monumenti e luoghi d'interesse

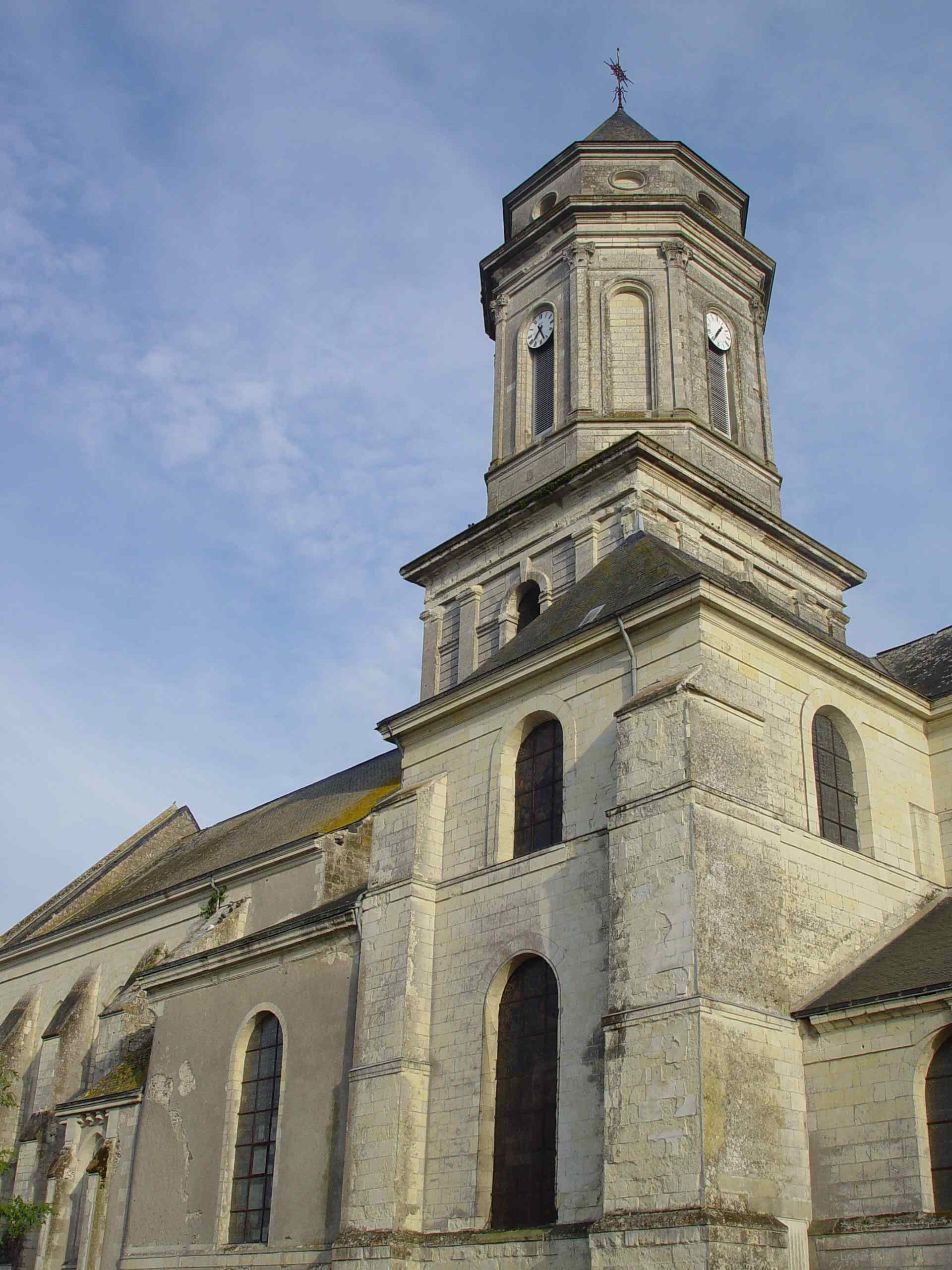
Chiesa abbaziale di Saint-Florent-Le-Vieil.

- L'Chiesa abbaziale di Saint-Florent-le-Vieil, situata su un'altura a strapiombo sulla Loira. Vi si può vedere la tomba di Bonchamps, generale della Guerre di Vandea, scolpita dal repubblicano David d'Angers, il cui padre era stato graziato da Bonchamps;
- Cappella Cathelineau
- Cappella del cimitero
- Colonna della duchessa d'Angoulême
- Ponte sospeso di Saint-Florent-le-Vieil

## Società

### Evoluzione demografica
Abitanti censiti